# Luciano Laurana
Luciano Laurana (serbocroata: Lucijan Vranjanin) (Aurana (Dalmacia), c. 1420 - Pésaro (Ducado de Urbino), 1479) fue un arquitecto e ingeniero dálmata. Laurana influyó considerablemente el desarrollo de la arquitectura del Renacimiento. Su obra más famosa fue el Palacio Ducal de Urbino. Era pariente del escultor Francesco Laurana.

## Biografía
Laurana nació en Aurana, cerca de Zara. En ese entonces, el área formaba parte de la República de Venecia debido a que Ladislao I de Nápoles había vendido sus derechos al reino de Dalmacia por 100,000 ducados en 1409. Existe poca información sobre los primeros años de Laurana. Su padre, Martin, era un cantero en Zara y trabajó junto al escultor Giorgio da Sebenico en la Catedral de Santiago de Sebenego.

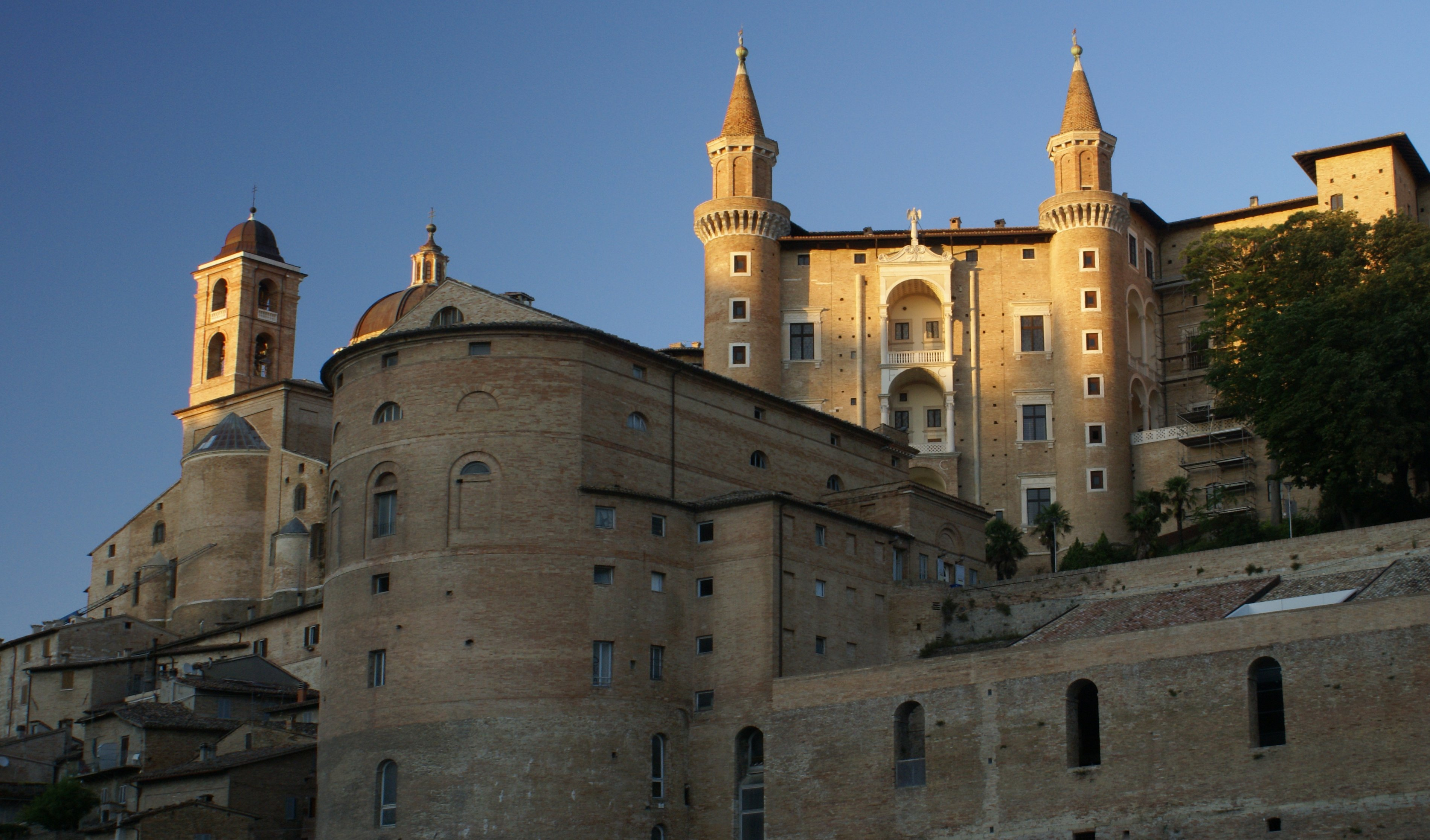
Catedral y Palacio Ducal de Urbino.

Cerca de 1465, colaboró con León Bautista Alberti en Mantua. Entre 1466 y 1472, dirigió las obras de un nuevo palacio encargado por Federico da Montefeltro, duque de Urbino. Sin embargo, la contribución de Laurana en el diseño es disputada, ya que Francesco di Giorgio también participó en la construcción.
Posteriormente, Laurana trabajó en Nápoles para el rey Fernando II de Nápoles. A partir de 1472, se trasladó a Pésaro, en donde vigiló la construcción del Castillo (Rocca) hasta su muerte, en 1479.